# Aprendizaje experiencial

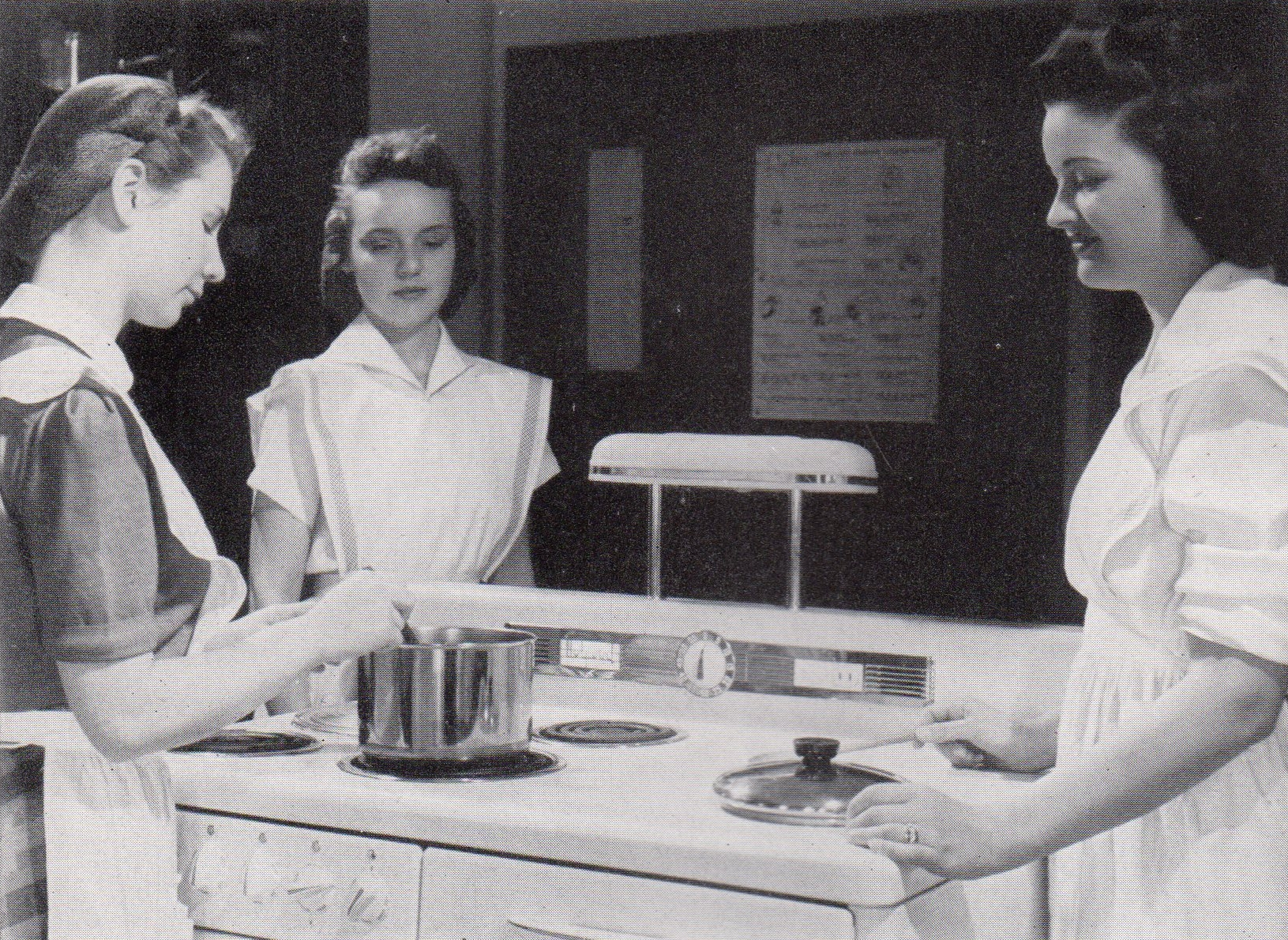
Estudiantes del Colegio Shimer aprendieron a cocinar cocinando, 1942.

El aprendizaje experiencial es el proceso  de aprender a través de experiencia, y se define más específicamente como "aprender a través de la reflexión sobre el hacer".  El aprendizaje práctico es una forma de aprendizaje experimental, pero no implica necesariamente que los estudiantes reflexionen sobre su producto. El aprendizaje experiencial es distinto del aprendizaje memorístico o didáctico, en el que el alumno desempeña un papel comparativamente pasivo. No es un sinónimo, pero está relacionado con otras formas de aprendizaje activo como el aprendizaje activo, aprendizaje de libre elección, aprendizaje cooperativo, el aprendizaje en servicio y el aprendizaje situado.
El aprendizaje experiencial a menudo se utiliza como sinónimo del término "educación experiencial", pero mientras que la educación experiencial es una filosofía más amplia de la educación, el aprendizaje experiencial considera el proceso de aprendizaje individual. Como tal, en comparación con la educación experiencial, el aprendizaje experiencial se refiere a cuestiones más concretas relacionadas con el alumno y el contexto de aprendizaje.
El concepto general de aprender a través de la experiencia es antigua. Alrededor de 350 a. C, Aristóteles escribió en el Ética a Nicómaco "para las cosas que tenemos que aprender antes de que podamos hacerlas, aprendemos haciéndolas". Pero como un enfoque educativo articulado, el aprendizaje experiencial es de una cosecha mucho más reciente. A partir de la década de 1970, David A. Kolb ayudó a desarrollar la teoría moderna del aprendizaje experiencial, basándose en gran medida en el trabajo de  John Dewey, Kurt Lewin, y Jean Piaget.
El aprendizaje experiencial tiene importantes ventajas de enseñanza. Peter Senge, autor de La Quinta Disciplina (1990), afirma que la enseñanza es de suma importancia para motivar a las personas. El aprendizaje solo tiene buenos efectos cuando los estudiantes tienen el deseo de absorber el conocimiento. Por lo tanto, el aprendizaje experimental requiere la demostración de instrucciones para los estudiantes.

## Modelo de aprendizaje experiencial de Kolb
El aprendizaje experiencial se enfoca en el proceso de aprendizaje para el individuo. Un ejemplo de aprendizaje experimental es ir al zoológico y aprender a través de la observación e interacción con el entorno del zoológico, en lugar de leer sobre los animales de un libro. Por lo tanto, uno hace descubrimientos y experimentos con el conocimiento de primera mano, en lugar de escuchar o leer acerca de las experiencias de los demás. Del mismo modo, en las escuelas de negocios, pasantías y observación de trabajos, las oportunidades en el campo de interés de un estudiante pueden proporcionar un valioso aprendizaje experiencial que contribuye significativamente a la comprensión general del estudiante del entorno del mundo real.
Un tercer ejemplo de aprendizaje experiencial implica aprender a andar en bicicleta, un proceso que puede ilustrar el modelo de aprendizaje experiencial de cuatro pasos (ELM) establecido por Kolb. y descrito en la Figura 1 a continuación. Siguiendo este ejemplo, en la fase de "[1] experiencia concreta", la persona interactúa con la bicicleta. Esta experiencia constituye la base para la observación y la reflexión, y permite que la persona considere lo que funciona y lo que falla ( [2] observación reflexiva), formular una teoría generalizada o una idea sobre montar en bicicleta en general ( [3] conceptualización abstracta) y pensar en caminos para mejorar en el siguiente intento de montar en bicicleta ( [4] experimentación activa). Cada nuevo intento de montar en bicicleta se basa en un patrón cíclico de experiencia previa, pensamiento y reflexión.
|                        | ⮣ | Experiencia concreta        | ⮧ |                       |
| Experimentación activa |   |                             |   | Observación reflexiva |
|                        | ⮤ | Conceptualización abstracta | ⮠ |                       |

### Elementos
El aprendizaje experiencial puede existir sin un maestro y se relaciona únicamente con el proceso de creación de significado de la experiencia directa del individuo. Sin embargo, aunque la adquisición de conocimiento es un proceso inherente que ocurre naturalmente, una experiencia de aprendizaje genuina requiere ciertos elementos. Según Kolb, el conocimiento se obtiene continuamente a través de experiencias personales y ambientales.. Kolb Declara que para obtener conocimiento genuino de una experiencia, el estudiante tiene que tener cuatro capacidades:
- El alumno debe estar dispuesto a participar activamente en la experiencia;
- El alumno debe ser capaz de reflexionar sobre la experiencia;
- El alumno debe poseer y usar habilidades analíticas para conceptualizar la experiencia; y
- El alumno debe poseer habilidades de toma de decisiones y resolución de problemas para utilizar las nuevas ideas obtenidas de la experiencia.

## Implementación
El aprendizaje experiencial requiere auto-iniciativa, una "intención de aprender". y una "fase activa de aprendizaje". El ciclo de aprendizaje experiencial de Kolb puede usarse como un marco para considerar las diferentes etapas involucradas. Jennifer A. Moon ha elaborado este ciclo para argumentar que el aprendizaje experiencial es más efectivo cuando involucra: 1) una "fase de aprendizaje reflexivo" 2) una fase de aprendizaje resultante de las acciones inherentes al aprendizaje experiencial, y 3) "un paso más fase de aprendizaje de la retroalimentación".  Este proceso de aprendizaje puede dar como resultado "cambios en el juicio, los sentimientos o las habilidades" para el individuo y puede proporcionar una dirección para "hacer juicios como una guía para la elección y la acción".
La mayoría de los educadores entienden el papel importante que juega la experiencia en el proceso de aprendizaje. El papel de la emoción y los sentimientos en el aprendizaje a partir de la experiencia ha sido reconocido como una parte importante del aprendizaje experiencial. Si bien esos factores pueden mejorar la probabilidad de que ocurra el aprendizaje experimental, puede ocurrir sin ellos. Más bien, lo que es vital en el aprendizaje experiencial es que se aliente al individuo a involucrarse directamente en la experiencia, y luego a reflexionar sobre sus experiencias utilizando habilidades analíticas, a fin de obtener una mejor comprensión del nuevo conocimiento y retener la información para un tiempo más largo.
La reflexión es una parte crucial del proceso de aprendizaje experiencial, y al igual que el aprendizaje experiencial en sí mismo, puede ser facilitado o independiente. Dewey escribió que "porciones sucesivas de pensamiento reflexivo crecen y se apoyan mutuamente", creando un andamio para el aprendizaje posterior, y permitiendo más experiencias y reflexión. Esto refuerza el hecho de que el aprendizaje experiencial y el aprendizaje reflexivo son procesos iterativos, y el aprendizaje se desarrolla y desarrolla con mayor reflexión y experiencia. La facilitación del aprendizaje experiencial y la reflexión es un desafío, pero "un facilitador capacitado, haciendo las preguntas correctas y guiando la conversación reflexiva antes, durante y después de una experiencia, puede ayudar a abrir una puerta de entrada a nuevos pensamientos y aprendizajes poderosos". Jacobson y Ruddy, basándose en el Modelo de Aprendizaje Experiencial de cuatro etapas de Kolb y el Ciclo de Aprendizaje Experiencial de cinco etapas de Pfeiffer y Jones. tomaron estos marcos teóricos y crearon un modelo de interrogación simple y práctico para que los facilitadores usen para promover la reflexión crítica en el aprendizaje experiencial. Su modelo de "5 preguntas" es el siguiente:
- ¿Te diste cuenta?
- ¿Por qué sucedió eso?
- ¿Eso pasa en la vida?
- ¿Por qué sucede eso?
- ¿Cómo puedes usar eso?

El facilitador formula estas preguntas después de una experiencia y lleva gradualmente al grupo hacia una reflexión crítica sobre su experiencia y una comprensión de cómo pueden aplicar el aprendizaje a su propia vida. Aunque las preguntas son simples, permiten que un facilitador relativamente inexperto aplique las teorías de Kolb, Pfeiffer y Jones y profundice el aprendizaje del grupo.
Si bien la experiencia del alumno es lo más importante para el proceso de aprendizaje, también es importante no olvidar la riqueza de la experiencia que un buen facilitador también aporta a la situación. Sin embargo, si bien un facilitador, o "maestro", puede mejorar la probabilidad de que ocurra un aprendizaje experimental, un facilitador no es esencial para el aprendizaje experiencial. Por el contrario, el mecanismo de aprendizaje experiencial es la reflexión del alumno sobre las experiencias que utilizan habilidades analíticas. Esto puede ocurrir sin la presencia de un facilitador, lo que significa que el aprendizaje experimental no se define por la presencia de un facilitador. Sin embargo, al considerar el aprendizaje experiencial al desarrollar el contenido de un curso o programa, brinda la oportunidad de desarrollar un marco para adaptar las diversas técnicas de enseñanza / aprendizaje al aula.

## En escuelas
El aprendizaje experiencial se admite en diferentes modelos  de organización escolar y entornos de aprendizajes.
- THINK Global School es una escuela secundaria itinerante de cuatro años que imparte clases en un nuevo país cada trimestre. Los estudiantes participan en el aprendizaje experimental a través de actividades tales como talleres, intercambios culturales, visitas a museos y expediciones a la naturaleza.
- La Dawson School en Boulder, Colorado, dedica dos semanas de cada año escolar al aprendizaje experimental, con estudiantes que visitan los estados circundantes para participar en el servicio comunitario, visitar museos e instituciones científicas y participar en actividades como ciclismo de montaña, excursionismo y canoa.
- En el proyecto ELENA, se desarrollará el proyecto de seguimiento de "animales en vivo", el aprendizaje experimental con animales vivos. Junto con los socios del proyecto de Rumania, Hungría y Georgia, la Academia Bávara de Conservación de la Naturaleza y Gestión del Paisaje en Alemania, trae animales vivos en las lecciones de las escuelas europeas. El objetivo es informar a los niños sobre el contexto de la diversidad biológica y ayudarlos a desarrollar valores ecológicamente orientados[24]
- Loving High School en Loving, Nuevo México, publica oportunidades de educación técnica y profesional para estudiantes. Estos incluyen prácticas para estudiantes que están interesados en la ciencia, carreras de STEM o arquitectura. La escuela está haciendo buenas conexiones con las empresas locales, lo que ayuda a los estudiantes a acostumbrarse a trabajar en dichos entornos.
- Lake View High School en Chicago, Illinois es la institución que ofrece créditos universitarios tempranos para estudiantes. Entrena a estudiantes con especialidades como STEM, humanidades, música / arte e idiomas.[25]
- La Escuela de Negocios Robert H. Smith ofrece a estudiantes de pregrado selectos un curso avanzado durante todo el año mediante el cual los estudiantes realizan análisis financieros y operaciones de seguridad en Terminales Bloomberg para administrar los dólares de inversión real en el Fondo Lemma Senbet.

## En educación empresarial
A medida que la educación superior continúa adaptándose a las nuevas expectativas de los estudiantes, el aprendizaje experimental en los negocios y los programas contables, se ha vuelto más importante. Por ejemplo, Clark y White (2010) señalan que "un programa educativo de negocios universitarios de calidad, debe incluir un componente de aprendizaje experimental".  Con referencia a este estudio, los empleadores observan que los estudiantes que se gradúan necesitan desarrollar habilidades en "profesionalismo", que se pueden enseñar a través del aprendizaje experimental. Los estudiantes también valoran tanto este aprendizaje, como la industria.
Los estilos de aprendizaje también impactan la educación empresarial en el aula. Kolb transpone cuatro estilos de aprendizaje, Diverger, Assimilator, Accommodator y Converger, encima del modelo de aprendizaje experiencial, utilizando las cuatro etapas de aprendizaje experiencial para crear "cuatro cuadrantes", uno para cada estilo de aprendizaje. El estilo de aprendizaje dominante de un individuo se puede identificar tomando el Inventario de estilos de aprendizaje (LSI) de Kolb. Robert Loo (2002) llevó a cabo un metaanálisis de 8 estudios que revelaron que los estilos de aprendizaje de Kolb, no se distribuyeron equitativamente entre los estudiantes de negocios de la muestra. Más específicamente, los resultados indicaron que parece haber una alta proporción de asimiladores y una menor proporción de acomodadores de lo esperado para las carreras comerciales. Como era de esperar, dentro de la submuestra contable, hubo una mayor proporción de convergentes y una menor proporción de acomodaciones. De manera similar, en la submuestra de finanzas, se observó una mayor proporción de asimiladores y una menor proporción de divergentes. Dentro de la submuestra de marketing, hubo una distribución igual de estilos. Esto proporcionaría cierta evidencia para sugerir, que si bien es útil para los educadores conocer los estilos de aprendizaje comunes dentro de los programas comerciales y contables, deberían alentar a los estudiantes a usar los cuatro estilos de aprendizaje de manera apropiada y los estudiantes deberían usar una amplia gama de métodos de aprendizaje.
Las aplicaciones de educación profesional, también conocidas como capacitación gerencial o desarrollo organizacional, aplican técnicas de aprendizaje experiencial para capacitar a los empleados en todos los niveles dentro del entorno empresarial y profesional. La capacitación interactiva basada en juegos de rol basada en el juego de roles, se usa a menudo en grandes cadenas minoristas. Los juegos de tablero de entrenamiento que simulan situaciones empresariales y profesionales como el  Juego de Distribución de la Cerveza utilizado para enseñar la gestión de la cadena de suministro y el Noche de viernes en el ER el juego utilizó para enseñar los sistemas que piensan, está utilizado en los esfuerzos de capacitación empresarial.

## Comparaciones

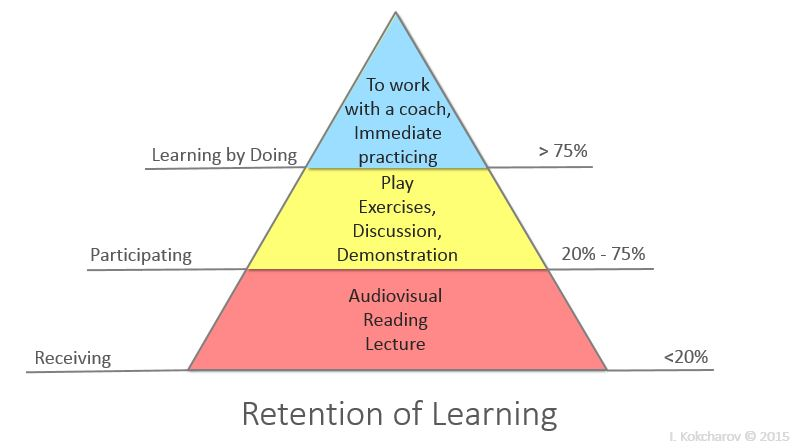
El aprendizaje experiencial es más eficiente que el aprendizaje pasivo, como leer o escuchar.

El aprendizaje experiencial se compara más fácilmente con el aprendizaje académico, el proceso de adquirir información a través del estudio de un tema sin la necesidad de experiencia directa. Si bien las dimensiones del aprendizaje experiencial son el análisis, la iniciativa y la inmersión, las dimensiones del aprendizaje académico son el aprendizaje constructivo y aprendizaje reproductivo.  Aunque ambos métodos, apuntan a inculcar nuevos conocimientos en el alumno, el aprendizaje académico lo hace a través de técnicas más abstractas, basadas en el aula, mientras que el aprendizaje experiencial involucra activamente al alumno en una experiencia concreta.

## Beneficios
- El aprendizaje experiencial ofrece numerosos beneficios. Algunos de ellos incluyen el desarrollo de habilidades prácticas y competencias transferibles, la promoción del pensamiento crítico y la resolución de problemas, el fomento de habilidades socioemocionales, como la empatía y la colaboración, y la transformación personal a través de experiencias significativas. [32]
- Experimente el mundo real: Por ejemplo, los estudiantes que se especializan en Química, pueden tener oportunidades de interactuar con el entorno químico. Los estudiantes que desean convertirse en empresarios, tendrán la oportunidad de experimentar el puesto de gerente.
- Oportunidades para la creatividad: Siempre hay más de una solución, para un problema en el mundo real. Los estudiantes tendrán una mejor oportunidad de aprender esa lección, cuando interactúen con experiencias de la vida real.[33]

### Personas
- John Dewey
- Paulo Freire
- Kurt Hahn
- David A. Kolb
- Maria Montessori
- Jean Piaget
- Carl Rogers
- Rudolf Steiner